# Реал Мадрид Кастиля
Реал Мадрид Кастиля е футболен отбор, който е дублираща формация на Реал Мадрид.

## История
От този отбор са тръгнали звезди като Раул, Гути, Сантяго Канисарес, Хуан Мата, Икер Касияс, Емилио Бутрагеньо, Маноло Санчис, Роберто Солдадо и други. През 1980 г. тимът достига финала на Купата на Испания, където е победен от основния състав на Реал. Участва в КНК, но е разгромен от Уест Хям Юнайтед. През 1983/84 печели Сегунда дивизион, но според правилата в Испанското първенство дублиращ отбор не може да играе в Примера дивисион. През 2011/12 кастилци се връщат в Сегунда след победа над Кадис в плейофите.
След като изпадат в Сегунда дивисион Б след сезон 2013/14, на треньорския пост на тима застава легендата на Реал Мадрид – Зинедин Зидан. Неговата цел е да върне отбора в Сегунда дивисион и да го направи един добър и боеспособен отбор, който да развива бъдещите играчи за мъжкия отбор.